# Amoklauf von Lörrach

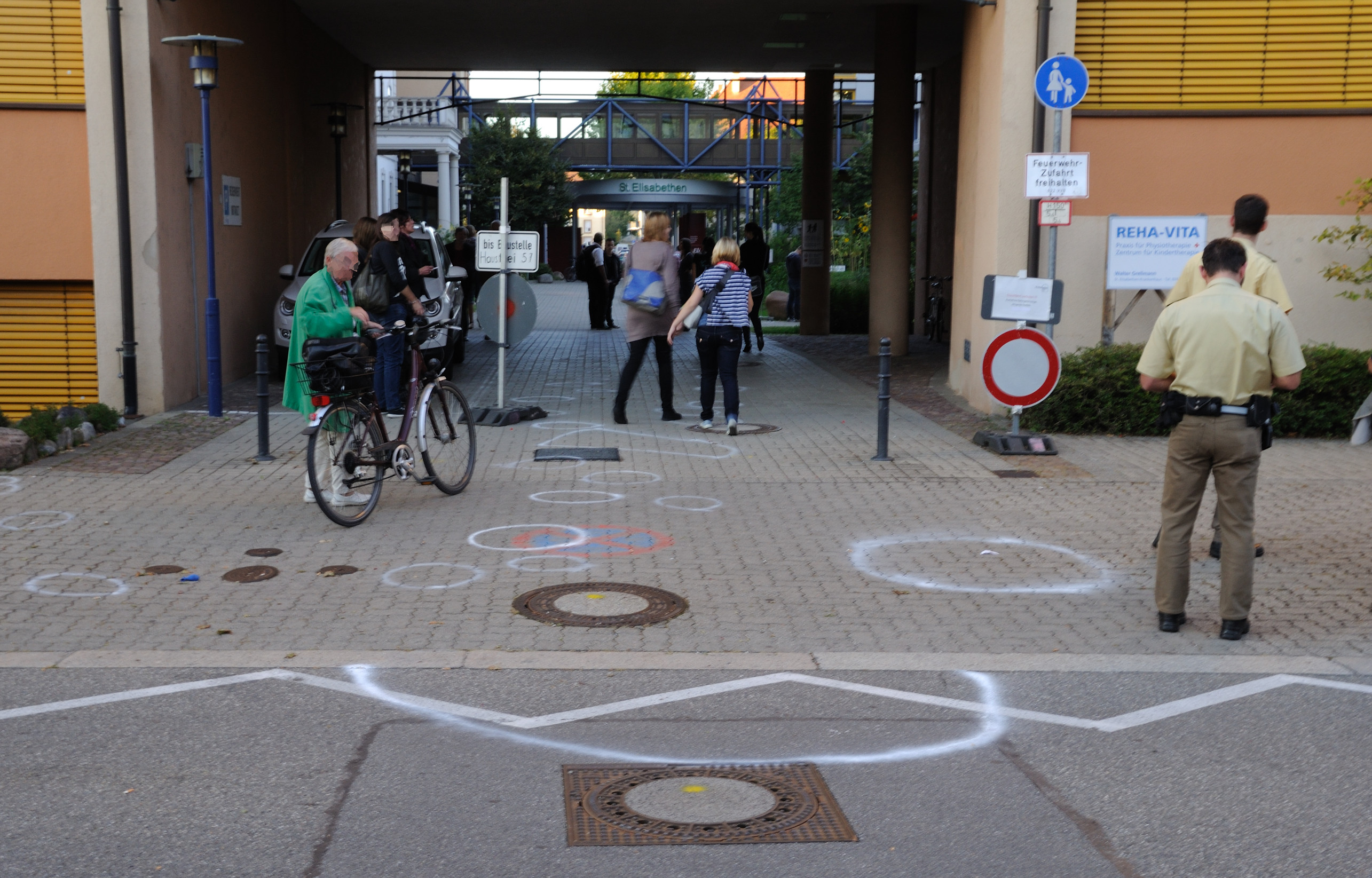
Tatort am Elisabethenkrankenhaus am 20. September 2010

Der Amoklauf von Lörrach ereignete sich am Abend des 19. September 2010 im St.-Elisabethen-Krankenhaus und dessen unmittelbarer Umgebung in Lörrach, im Südwesten von Deutschland an der Schweizer Grenze. Die 41-jährige Anwältin Sabine R. tötete ihren Mann, ihren Sohn sowie einen Krankenpfleger und wurde schließlich von der Polizei erschossen. Achtzehn Menschen wurden verletzt, drei davon schwer.

## Tathergang
Am Sonntagnachmittag wollte der Ehemann der Täterin den gemeinsamen Sohn, welcher seine Mutter besucht hatte, wieder abholen. Dabei erschoss die Frau in ihrer Wohnung den Mann und erstickte den fünfjährigen Sohn. Anschließend setzte sie die Wohnung, in der Brandbeschleuniger deponiert wurde, in Brand. Kurz vor 18 Uhr kam es zu einer Detonation, bei der das Erdgeschoss stark beschädigt wurde und durch die das Gebäude in Brand geriet. 
Die Frau trat mit einem Messer und einer kleinkalibrigen Pistole bewaffnet auf die Straße und rannte in das gegenüberliegende St. Elisabethen-Krankenhaus. Dabei schoss sie um sich und verletzte zwei Passanten schwer. Im Krankenhaus tötete die Frau einen Krankenpfleger und schoss auf die geschlossenen Türen diverser Krankenzimmer sowie auf die eintreffenden Polizisten. Im folgenden Schusswechsel wurde ein Beamter schwer verletzt und die Frau durch einen Kopfschuss getötet. Der im Krankenhaus getötete Krankenpfleger wies Stichverletzungen und Einschüsse im Kopf auf.
Die leichteren Verletzungen weiterer Personen sind Folge der Explosion und des Brandes.

## Hintergrund
Im Gegensatz zu den meisten Amokläufen wurde dieser von einer Frau begangen. 
Als mögliches Tatmotiv werden Beziehungsprobleme angenommen. Das Ehepaar lebte seit Juni 2010 getrennt, das Kind lebte beim Vater.
In den Jahren 2004/2005 hatte die Frau vor dem Hintergrund von Fehlgeburten im St. Elisabethen-Krankenhaus und der anschließenden Schwangerschaft kurzfristig Kontakt zu einem Psychotherapeuten. 
Die Rechtsanwältin hatte außerdem Schwierigkeiten, beruflich Fuß zu fassen. Sie hat in der zerstörten Wohnung eine Anwaltskanzlei unterhalten.
Die Täterin war legal im Besitz der Tatwaffe, einer Sportpistole der Marke Walther, Typ GSP. Bei ihr wurden ca. 300 Schuss Munition gefunden. Sie besaß dafür die erforderliche Waffenbesitzkarte und war früher als Sportschützin in einem Verein aktiv.
Die zunächst nicht auffindbaren Langwaffen, die auf der Waffenbesitzkarte eingetragen waren, wurden sichergestellt. Sie befanden sich bei einem Jäger im Landkreis Lörrach, dem sie zur sicheren Verwahrung übergeben worden waren.
Die Rechtsanwältin hatte beabsichtigt, eine Jagdausbildung zu beginnen.
Es ist davon auszugehen, dass die Tat zumindest teilweise geplant war, da sich in den Räumlichkeiten der Anwältin etwa 50 Liter Nitroverdünnung sowie 10 bis 20 Liter Benzin und mehrere Liter Spiritus befanden. 
Aus einem in der Wohnung der Täterin aufgefundenen Schreiben ergibt sich der Verdacht, dass sie sich im Jahr 2006 möglicherweise um eine Tätigkeit in der Verwaltung des Krankenhauses beworben hatte, jedoch nicht angestellt worden war.
Nach der Rekonstruktion der Geschehnisse am 19. September 2010 ist anzunehmen, dass das Eingreifen des getöteten Krankenpflegers weitere Taten verhinderte. Er hatte sich der Täterin entgegengestellt und sie dadurch für einen wesentlichen Zeitraum aufgehalten. Kurze Zeit später trafen die ersten Einsatzkräfte der Polizei ein.

## Reaktionen
Da die Tat mit einer Sportpistole ausgeführt wurde, wurde die Diskussion um das Waffengesetz neu aufgerollt. Neben der Frage, welche Waffen überhaupt für den Schießsport zugelassen werden sollen, wurde die Möglichkeit einer getrennten Lagerung von Munition und Waffen erneut angeführt.
Nach Angaben des Deutschen Schützenbundes war die Amokläuferin bereits 1996 aus dem Schützenverein ausgetreten, hatte ihre Waffe aber behalten. „Dies wäre heute so nicht mehr möglich“, sagte der Verbandssprecher Birger Tiemann der Nachrichtenagentur dpa. Das heute geltende Recht hätte den Amoklauf in der ausgeführten Form zumindest deutlich erschwert.